# Syrrhopodon crassinervis
Syrrhopodon crassinervis là một loài rêu trong họ Calymperaceae. Loài này được Mitt. Mitt. mô tả khoa học đầu tiên năm 1873.